# Chiến lược quân sự
Chiến lược quân sự là phương hướng hoạt động tổng thể của một quân đội sử dụng trong một cuộc chiến tranh, tập hợp các biện pháp quân sự chung nhất cho quân đội tác chiến xuyên suốt quá trình chiến đấu trong một thời gian dài. Mục tiêu sử dụng một cách hiệu quả sức mạnh quân sự nhằm chiến thắng một giai đoạn, một mặt trận hoặc chiến thắng toàn bộ cuộc chiến tranh.
Trung tâm của chiến lược quân sự là đề ra mục tiêu chiến lược, và mọi khả năng và biện pháp để đạt được nó.
Chiến lược là cấp cao nhất chi phối các cấp thấp hơn là chiến dịch và chiến thuật trong các hoạt động quân sự.

## Định nghĩa
Theo định nghĩa của Từ điển bách khoa Việt Nam, Tập 1, thì:
Chiến lược quân sự là bộ phận chủ đạo của nghệ thuật quân sự bao gồm lý luận và thực tiễn chuẩn bị mọi mặt và lực lượng vũ trang cho chiến tranh, lập kế hoạch và tiến hành đấu tranh vũ trang và các hoạt động tác chiến chiến lược.
Trong Chiến lược quân sự, Lý thuyết về kiểm soát quyền lực (Military Strategy, A Theory of Power Control) của Chuẩn đô đốc Hải quân Mỹ Joseph Caldwell Wylie, bản năm 1989, đã định nghĩa chiến lược là:
Một kế hoạch hành động được thiết kế để đạt được một số kết thúc; một mục đích cùng với một hệ thống các biện pháp để hoàn thành nó.
Nhà sử học quân sự và lý luận quân sự người Anh B. H. Liddell Hart đã định nghĩa chiến lược là:
"...nghệ thuật phân phối và áp dụng các biện pháp quân sự để hoàn thành mục đích của chính sách."

## Vai trò

Bản đồ mô tả cuộc kháng chiến lần thứ nhất chống quân Mông Cổ của Đại Việt.

Chiến lược quân sự được sử dụng xuất phát từ nhu cầu hoạch định cách thức chiến đấu chung cho đường lối chiến tranh:
- Xác định mục tiêu chiến tranh trong một thời gian dài hoặc xuyên suốt thời gian chiến đấu của cuộc chiến tranh.
- Tổ chức lực lượng quân sự theo hướng phân bố nhất định: theo khu vực chiến đấu, hướng tiến quân hoặc phòng thủ chính yếu, mục tiêu quân sự chính yếu trong thời gian dài xác định.
- Phân bổ các nguồn lực quân sự (thường là nguồn lực hạn chế) đến các đơn vị lớn ở những khu vực hay hướng quân sự chính một cách hợp lý và có tính ưu tiên. Và mức thấp hơn đến khu vực và lực lượng ít quan trọng hơn.
- Sử dụng hiệu quả nguồn lực quân sự và điều phối, phân bổ liên tục theo hệ thống trong quá trình chiến đấu dài hạn.
- Vạch ra các chuỗi hoạt động quân sự định sẵn: gồm tập hợp các trận đánh, thuộc về một giai đoạn chiến đấu, một mặt trận chiến đấu.
- Đề ra việc sử dụng trình tự, phối hợp các chiến thuật quân sự khác nhau một cách năng động và linh hoạt.
- Sử dụng tốt nhất nguồn lực chiến tranh với quỹ thời gian hạn chế.

## Đặc điểm

Bản đồ mô tả cuộc kháng chiến lần thứ 2 chống quân Nguyên của Đại Việt.

Chiến lược quân sự có tính ổn định hơn chiến thuật quân sự, ít khả năng thay đổi nhưng không phải là không có. Một ví dụ, trong chiến tranh Việt Nam,  Chiến lược chiến tranh đặc biệt của Mỹ trong những năm 1961 - 1965, đã thay đổi qua hai kế hoạch quân sự là Kế hoạch Staley-Taylor và Kế hoạch Johnson-McNamara.
Chiến lược quân sự do cấp độ vĩ mô của nó, được tiến hành trên một phạm vi không gian rộng lớn (mặt trận), và được hoạch định trong thời gian dài hạn. Đồng thời, chúng bao gồm các bước trình tự để quân đội thực hiện. Mỗi bước trong trình tự bao gồm nhiều trận đánh để theo đuổi các mục tiêu quân sự, và các bước là chuỗi dài tập hợp các mục tiêu đạt được cho mục tiêu cuối cùng của chiến tranh.
Chiến lược quân sự phụ thuộc trực tiếp chính trị và được xây dựng phù hợp với các yêu cầu của học thuyết quân sự.
Chiến lược quân sự có thể được sử dụng theo cách kết hợp chắc chẽ với các chiến lược hoạt động khác như chính trị, ngoại giao để tạo nên sức mạnh tổng hợp, phối hợp nhiều phương diện để tạo lợi thế trong chiến tranh, không tập trung duy nhất vào khả năng quân sự. Đại tướng Võ Nguyên Giáp đã từng ghi: "Đảng ta không bao giờ có một chiến lược quân sự thuần túy, và chưa bao giờ hạn chế chiến tranh ở mức độ chiến tranh du kích. Chiến lược chiến tranh cách mạng của Đảng là một chiến lược tổng hợp, kết hợp đấu tranh quân sự, đấu tranh chính trị, đấu tranh ngoại giao, kết hợp chiến tranh du kích với chiến tranh chính quy, kết hợp đánh nhỏ, đánh vừa, đánh lớn".
Chiến lược quân sự không chỉ bao hàm ý nghĩa chiến lược của chiến tranh mà còn bao gồm chiến lược quốc phòng trong thời bình, trong đó chiến lược quốc phòng nhấn mạnh hoạt động củng cố năng lực quân sự của quốc gia, xây dựng các lực lượng mới phù hợp với sự thay đổi của tình hình an ninh và sự thay đổi của công nghệ quân sự, bao gồm lựa chọn, mua sắm vũ khí hoặc các chương trình phát triển chúng.

## Phân nhánh chiến lược
Chiến lược dựa trên môi trường và lực lượng:
- Chiến lược không quân
- Chiến lược hải quân
- Chiến lược lục quân
  - Chiến lược bộ binh
  - Chiến lược pháo binh
  - Chiến lược tăng-thiết giáp

## Tình thế cơ bản trong chiến tranh

Bản đồ mô tả cuộc kháng chiến lần thứ 3 chống quân Nguyên của Đại Việt.

Tổ chức chiến lược quân sự có liên quan đến các tình thế cơ bản trong chiến tranh:
- Tấn công
- Phòng thủ
- Phản công
- Rút lui
- Án binh

## Danh sách
Bài chi tiết: Danh sách các chiến lược quân sự